# Jan Falandys
Jan Falandys est un lutteur polonais né le 18 juin 1956 pratiquant la lutte libre.

## Palmarès

### Championnats du monde
- Médaille de bronze en moins de 48 kg en 1983 à Kiev (Ukraine).
- Médaille de bronze en moins de 48 kg en 1979 à Mexico (Mexique).

### Championnats d'Europe
- Médaille d'argent en moins de 48 kg en 1979 à Bucarest (Roumanie).
- Médaille de bronze en moins de 48 kg en 1983 à Budapest (Hongrie).